# Агент Блю
Агент Блю, «ейджент блю» (англ. Agent Blue, блакитний реагент) — кодова назва військового гербіциду і дефоліанту, який являє собою водну суміш какодилової кислоти (5 %) і її натрієвої солі (26 %). Виготовлявся на замовлення Міністерства оборони США компанією «Енсал» (виробником пінних та порошкових вогнегасників). Застосовувався під час в'єтнамської війни для знищення трав'янистих рослин, зокрема посівів рису, щоб позбавити місцевих партизанів і повстанців продовольчої бази.
Назва суміші походить від синьої маркувальної смуги, що наносилася навколо стандартної ємності (208-літрової каністри), в якій вона постачалась у війська.
Агент Блю вперше застосовано в листопаді 1962 року і протягом всієї війни він залишалася найкращим засобом для знищення врожаю. Застосування таких «знищувачів урожаю» до 1963 мав затверджувати безпосередньо Білий дім. Потім це завдання поклали на американського посла в Республіці В'єтнам, оскільки формально рішення затверджував уряд Республіки В'єтнам (призначений у Вашингтоні), а США лише виступали гарантами суверенітету зазначеної республіки. На ділі ж, і рішення про виробництво зазначеного засобу ведення війни, і рішення про його застосування приймали у Вашингтоні (Республіка В'єтнам не володіла можливостями для самостійного виготовлення і застосування дефоліантів, як у плані відсутності розвиненої військово-хімічної промисловості, так і авіаційних засобів-розпилювачів і льотного складу для керування ними). До липня 1969 року як Агент Блю використовували виключно Phytar 560, вироблений Ansul Chemical Company. Між 1962 і 1964 роками витрачено 25 650 л Агенту Блю у вигляді порошку, а від 1964 до 1971 року витрата становила вже 4 715 731 л водного розчину какодилової кислоти зі вмістом активної речовини 360,3 г/л.